# 打鸭子
《打鸭子》（官方译为）是任天堂为电子游戏机红白机开发并发行的光枪射击游戏。游戏于1984年4月21日在日本首发，1985年10月18日作为北美NES首发游戏发行，1987年8月15日在欧洲发行。在红白机版之前，任天堂还做过一个1976年在雷射軀體射擊系統平台发行的《打鸭子》。
此游戏随后成为合录游戏，和《超级马里奥兄弟》两游戏合录，两游戏后来又和《世界级田径运动会》三游戏合录。

## 設計
在《打鸭子》中，玩家使用红白机光线枪射击电视屏幕上出现的野鸭。根据难度选择，鸭子一次出现一到两只，玩家有三枪来射中他们。玩家每射中鸭子就会得分，玩家的猎狗会前去拾获死鸭。反之如果耗光全部三发子弹或鸭子逃走，猎狗会发出怪笑取笑玩家。如果玩家一轮射中了必要数量的鸭子，就能进入下一轮。否则就会看到Game Over。除了标准的打鸭子模式，游戏还提供一个打飞碟模式，飞碟相比鸭子速度更快，但有固定的运动轨迹。在打鸭子模式中，另一玩家可操控2P手柄，控制鸭子的飞行方向，增加游戏的随机性和挑战性。
利用扫描线时序判断原理的光枪，只能工作于NTSC/PAL制式标准显像管彩电（场频必须是50/60hz）。现今流行的液晶电视和后期型100Hz CRT彩电不兼容此款游戏。

## 評價
游戏最初获得少量评价，时人多评价这是一款创意而有趣的游戏，但简单重复的游戏方式和一成不变的场景会很容易让玩家在新鲜感过后感到厌倦，而这种新鲜感往往只能维持数个小时。不论如何，‘打鸭子’获得了极高的知名度，原因是多方面的。其一，该游戏作为任天堂捆绑发售作品，销量特大。其二，该游戏风格独特，内容再简单明确不过，容易给人造成深刻印象。其三，该游戏操作简单，老少皆宜，受众面广。毫无疑问这是历史上知名度最高的NES游戏之一。其中‘狗’这一角色，已成为业界高度知名的文化符号，被多家网络媒体评为‘世界上最糟糕的狗’。。

## 外部連結
- 红白机40周年纪念活动网站上的《打鸭子 （页面存档备份，存于）》（日語）